# Венедикт (Пляскин)
Епископ Венедикт (в миру Василий Васильевич Пляскин; (24 марта (6 апреля) 1900, Омск — 30 апреля 1976, Омск) — епископ Русской православной церкви, епископ Омский и Тюменский.

## Биография
Происходил из старинного священнического рода. Отец — Василий Николаевич Пляскин, протоиерей Омской епархии. Мать — Анна Михайловна. Двоюродный дед по линии матери — первый епископ Омский и Семипалатинский Григорий (Полетаев).
Окончил 1-ю Омскую гимназию с золотой медалью (1918). Подал документы в Казанскую духовную академию, однако из-за гражданской войны не смог получить высшее образование. Весной 1919 был призван в армию адмирала А. В. Колчака, учился в первом Сибирском военном артиллерийском училище, в 1920 во Владивостоке был произведён в подпоручики, но вскоре уволен с военной службы. В 1920—1927 жил во Владивостоке, занимался репетиторством.

### Церковная деятельность до епископской хиротонии
В 1926—1927 годы — иподиакон и личный секретарь епископа Владивостокского Киприана (Комаровского).
В 1927—1930 годы — помощник секретаря Омского епархиального совета.
В 1927—1928 годы — иподиакон епископа Омского Виктора (Богоявленского).
В 1928—1930 годы — иподиакон и личный секретарь епископа Омского Аркадия (Ершова).
27 мая 1930 года был пострижен в монашество, с 28 мая 1930 — иеродиакон.
С 29 мая 1930 года — иеромонах, служил в Знаменском храме Омска.
В 1935 году служил в храме во имя преподобного Михаила Клопского, а затем в Свято-Михайловском храме в Омске.
В 1936 году возведён в сан игумена.
В 1937 году был арестован, до 1941 находился в заключении в Тюмени.
В 1942—1943 годы служил в Красной армии. Участник Великой Отечественной войны. Был демобилизован после тяжёлой болезни по инвалидности.
В феврале 1944 — марте 1945 года — настоятель Никольского храма Омска.
В марте 1945 — январе 1946 — благочинный храмов Омской области, служил в Крестовоздвиженском соборе Омска.
Решением Священного Синода игумен Венедикт определён быть епископом Хабаровским и Владивостокским с поручением ему управления Якутской и Читинской Епархиями.

### Архиерей
30 января 1946 года в Вознесенской Церкви Новосибирска епископ Хабаровский и Владивостокский. Хиротонию совершали: архиепископ Новосибирский и Барнаульский Варфоломей (Городцев) и епископ Свердловский и Челябинский Товия (Остроумов).
Проявил себя строгим, требовательным архипастырем, вёл себя независимо по отношению к власти, что привело к его увольнению на покой (10 июля 1947).
С 3 июня 1948 года — епископ Петрозаводский и Олонецкий. 4 марта 1949 вновь уволен на покой.
С 1 сентября 1955 по 22 ноября 1956 — временно управляющий Омской епархией. В этот период по его распоряжению из дома епархиального управления были убраны телевизор и радио, к которым владыка относился резко отрицательно.
С 13 мая по 16 июля 1958 — вновь временно управляющий Омской епархией.
С 3 апреля 1961 по 13 июня 1962 — в третий раз временно управлял Омской епархией.
В июне 1962 был в очередной раз уволен на покой — это решение было связано с недовольством его активной деятельностью со стороны органов советской власти. Так, управляя Омской епархией, владыка Венедикт в 1961 посетил все её приходы, а в следующем году совершал поездки по епархии, не ставя о них в известность местного уполномоченного Совета по делам религий (тогда это считалось обязательным).
После увольнения на покой остался жить в Омске. Вёл переписку с многочисленными духовными чадами. Похоронен на Старо-Восточном кладбище города.
По воспоминаниям монахини Евпраксии (Антоновой), «службу совершал без единого сокращения, строго по уставу. Всенощные бдения, отслуженные архиерейским чином, заканчивались к двенадцати часам вечера. Владыка не мирился даже с немощами человеческими. При этом, как сообщают очевидцы, говорил: „Я службу совершаю Богу, а не людям“. Сам епископ Венедикт усталости за богослужением не знал. Всех поражал своей неутомимостью. Конечно, без ропота на него здесь не обходилось».

## Публикации
- Слово к причастникам // Журнал Московской Патриархии. 1976. — № 8. — С. 23.
- № 208. Приложение к документу № 204. Прошение епископа Венедикта (Пляскина) патриарху Алексию I о назначении на кафедру // Письма патриарха Алексия I в Совет по делам Русской православной церкви при Совете народных комиссаров — Совете министров СССР. 1945—1970 гг. В 2 томах. — Том 2. — С. 323—324